# Ameos Klinikum Osnabrück
Das AMEOS Klinikum Osnabrück ist eine private psychiatrische Klinik. Vorläufer war bis 2007 der Osnabrücker Standort der Niedersächsischen Landeskrankenhäuser. Die Klinik befindet sich auf dem früheren Gelände des Klosters Gertrudenberg.
Das Königreich Hannover ließ 1861 die „Provinzialständische Irrenanstalt“ bauen, die am 1. April 1868 für 200 Patienten eröffnet wurde. Diese Einrichtung wurde im Jahr 1900 in „Provinzial Heil- und Pflegeanstalt zu Osnabrück“ umbenannt. Ab 1902 war der spätere Rassenhygieniker Eduard Schütt einige Jahre dort beschäftigt.
In der Zeit des Nationalsozialismus war diese Anstalt in die systematische Ermordung psychisch Kranker, etwa die T4-Aktion einbezogen.
1952 erhielt die Klinik in der Trägerschaft des Landes Niedersachsen die Bezeichnung Niedersächsisches Landeskrankenhaus Osnabrück. Zur Erinnerung an die T4-Aktion wurde von dem Künstler Werner Kavermann ein Mahnmal gestaltet und im Januar 2005 enthüllt.
Die niedersächsische Landesregierung unter Christian Wulff strebte 2005 eine Privatisierung der zehn Landeskliniken an, darunter befand sich auch das Landeskrankenhaus Osnabrück. Unter der Leitung von Ursula von der Leyen, welche später durch Mechthild Ross-Luttmann ersetzt wurde, ist mit Beteiligung des Finanzministeriums unter Hartmut Möllring ein Bieterverfahren eingeleitet worden. Aus diesem ging der Ameos-Konzern als Sieger hervor, unter anderem hatte auch das Bistum Osnabrück auf die Übernahme der Klinik geboten. Später rügte der Landesrechnungshof das Verfahren, da die Kliniken unter Wert abgegeben wurden.
Nach dem Abschluss des Verkaufs in 2007 wurde das Landeskrankenhaus unter dem Namen AMEOS Klinikum Osnabrück weitergeführt.

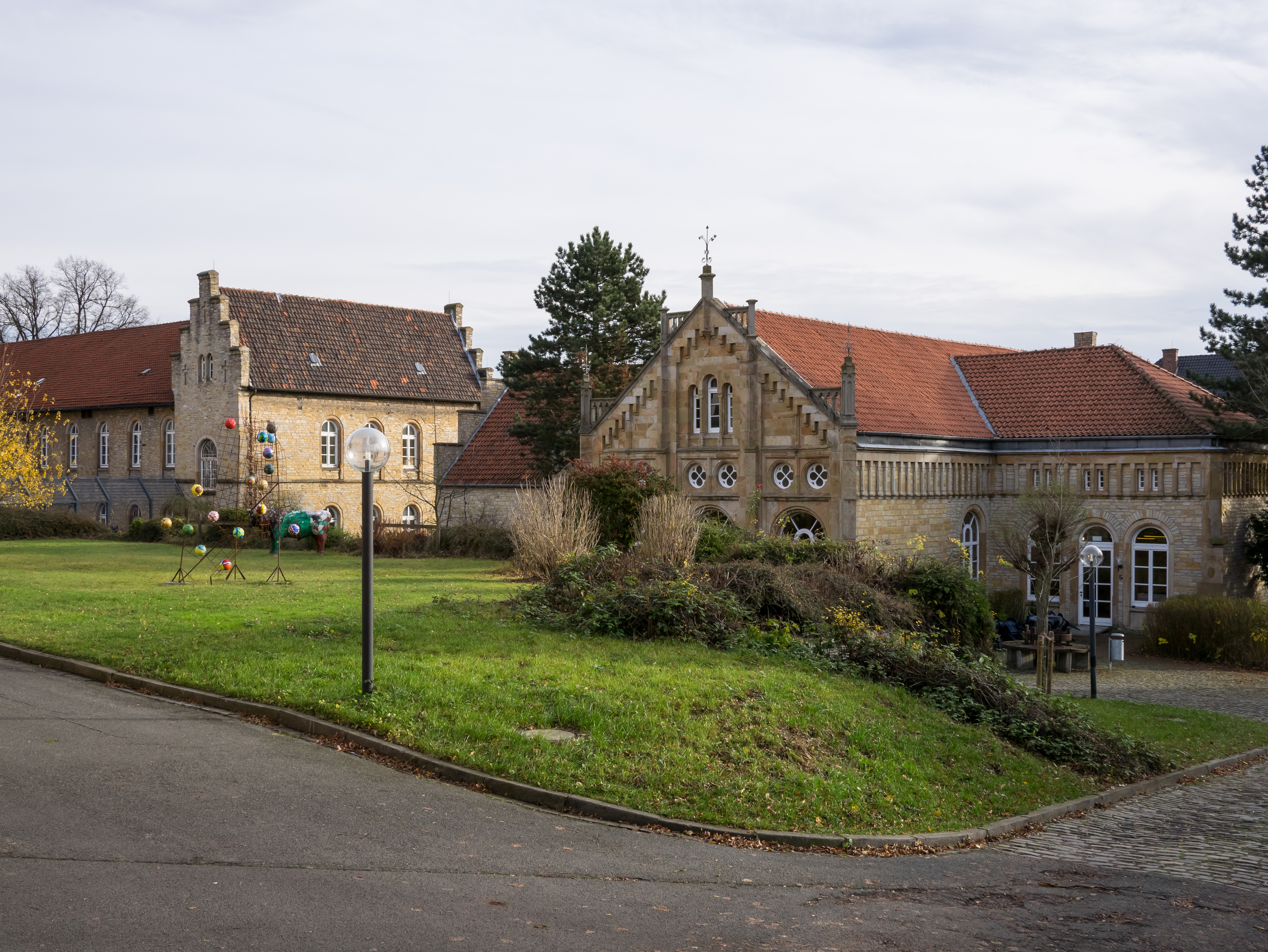
Historische Klinikgebäude am Gertrudenberg
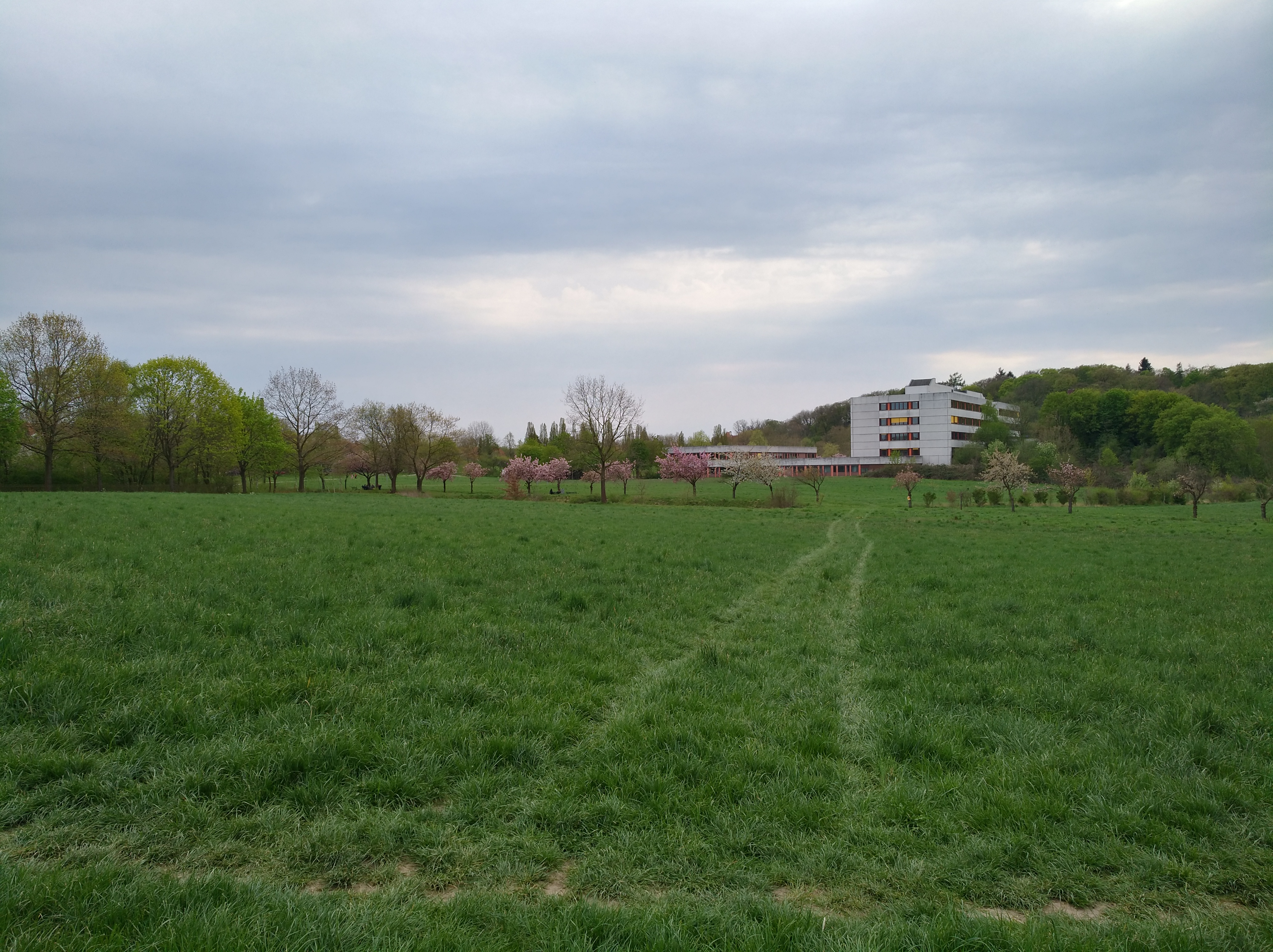
Park mit Klinikgebäuden an der Knollstraße